# Donnersbergerstraße 44a (München)

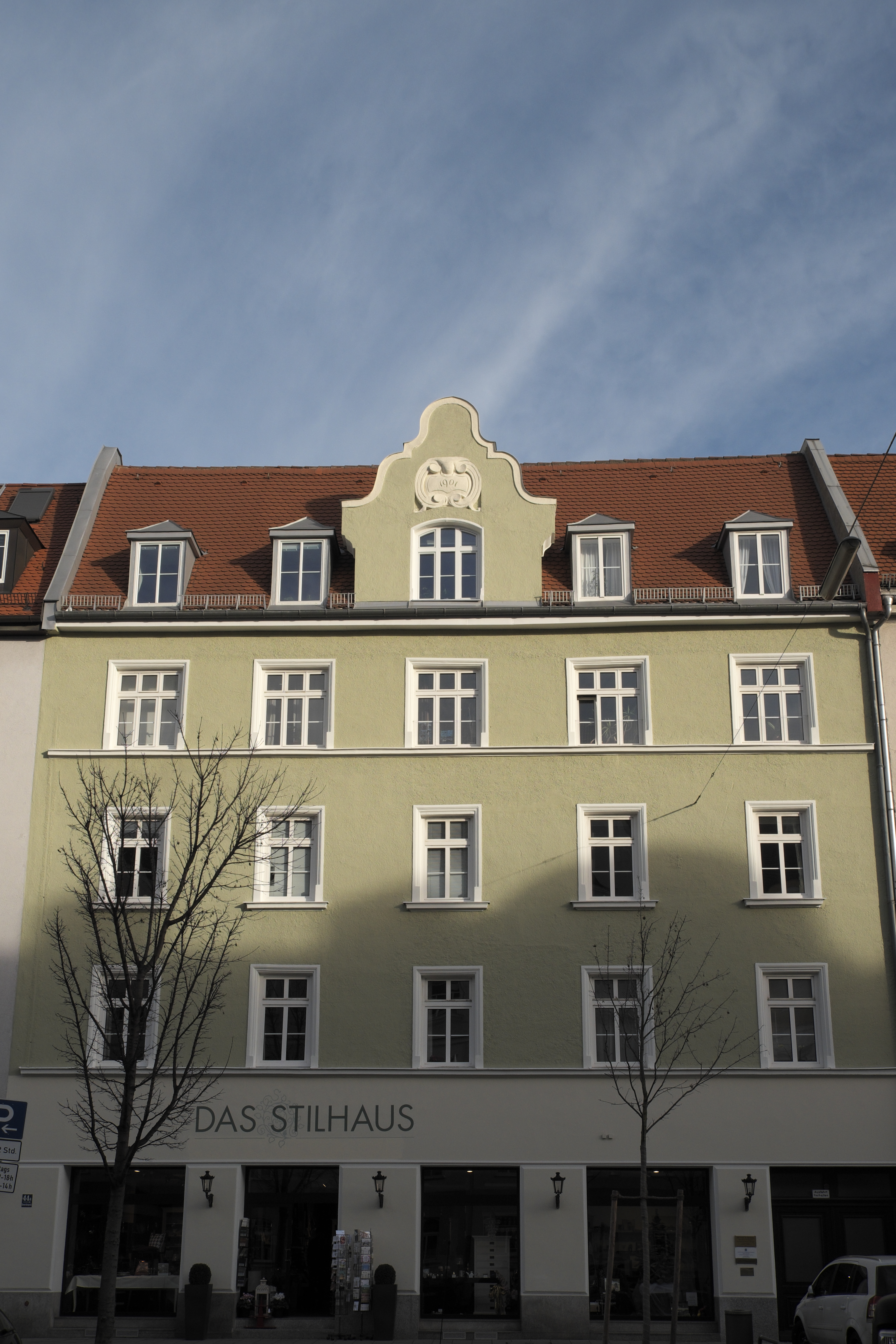
Haus Donnersbergerstraße 44a in München-Neuhausen

Das Haus Donnersbergerstraße 44a ist ein denkmalgeschütztes Mietshaus im Münchner Stadtteil Neuhausen.
Das Gebäude in schlichtem Neurenaissance-Stil wurde im Jahr 1901 von dem Architekten Eduard Müller errichtet. Es hat drei Achsen, vier Geschosse und besitzt einen geschweiften Zwerchgiebel mit Kartusche und der Jahreszahl 1901.